# Hans Moser (Politiker, 1951)
Hans Moser (* 1951) ist ein Schweizer Politiker und ehemaliger Präsident der Eidgenössisch-Demokratischen Union (EDU) Schweiz.

## Leben
Nach einer Ausbildung als Landwirt, dem Besuch der Abendschule für Handel und der Ausbildung als Landmaschinenmechaniker war er Geschäftsführer der Geschäftsniederlassung Landverband in Bad Ragaz.
1985 wechselte er in den sozialen Bereich. Er wurde Beschäftigungsgruppenleiter der Werkgruppe Garten. Anfangs der 1990er Jahre gründete er das Wohn- und Beschäftigungsheim Neufeld in Buchs. Seitdem ist er Heimleiter und zuständig für die Administration und das Personal. Moser ist seit 1972 verheiratet und hat 9 Kinder.

## Politik
In seiner Jugend politisierte Moser in der Freisinnig-Demokratischen Partei (FDP). Später wechselte er zur Evangelischen Volkspartei (EVP) und half dann Anfangs der 1990er Jahre bei der Gründung der EDU St. Gallen aktiv mit. Als erster St. Galler EDU-Kantonalpräsident wurde er in die schweizerische Geschäftsleitung der EDU berufen und 2001 dann zum Präsidenten der EDU Schweiz gewählt. Zudem ist Hans Moser auch Bezirksschulrat in Werdenberg.